# Juan de Borja (1446–1503)
Juan de Borja (ur. w 1446 w Walencji, zm. 1 sierpnia 1503 w Rzymie) – hiszpański kardynał.

## Życiorys
Urodził się w 1446 roku w Walencji, jako syn Galcerána de Borjy y Moncady i Tecli Navarro de Alpicat. Był kanonikiem kapituły katedralnej w rodzinnym mieście, a następnie protonotariuszem apostolskim. W młodości został ojcem nieślubnego syna, Galcerána. 13 września 1483 roku został wybrany arcybiskupem Monreale. Funkcję tę sprawował dożywotnio, jednak nigdy nie odwiedził swojej diecezji. 31 sierpnia 1492 został kreowany kardynałem prezbiterem i otrzymał kościół tytularny Santa Susanna. W latach 1493–1497 pełnił funkcję administratora apostolskiego Ołomuńca. W 1494 roku został legatem w Neapolu i, w imieniu papieża, 8 maja koronował Alfonsa II na króla. W latach 90. XV wieku pełnił także funkcje biskupa Melfi i Ferrary. Pod koniec 1494 roku został wysłany, by negocjować pokój z francuskim władcą Karolem VIII Walezjuszem. Na początku następnego roku, wraz z Aleksandrem VI, schronił się w Zamku Świętego Anioła, gdyż obawiał się schwytania przez wojska Francji. Następnie udali się do Orvieto, jednak w czerwcu powrócili do Rzymu. Po ucieczce Ascania Sforzy został w 1500 roku wicekanclerzem Kościoła Rzymskiego. Trzy lata później mianowano go łacińskim patriarchą Konstantynopola. Zmarł 1 sierpnia 1503 roku w Rzymie.